# Colectivo Comunes
Comunes es un colectivo sin ánimo de lucro dedicado a facilitar el trabajo de otros colectivos y activistas mediante el desarrollo de herramientas web y recursos libres, con el objetivo de fomentar los Bienes Comunes. Anteriormente conocido como Ourproject.org, este colectivo se estableció como entidad jurídica en 2009, formando Comunes, con el fin de servir como organización paraguas a varios proyectos relacionados con los bienes comunes.

## Filosofía y objetivos
Los objetivos de Comunes son los de proporcionar protección jurídica a los proyectos de miembros y dotarlos de una infraestructura técnica basada en software libre. 
La filosofía de comunes se plasma en su manifiesto, en el que se muestra a los movimientos sociales como los nodos de una red social, el análisis de los problemas que tiene este ecosistema y la propuesta de Comunes para disminuirlos a través de herramientas web.
Los proyectos miembros de Comunes deben centrarse en el fomento de la protección o la promoción de los bienes comunes.

## Proyectos

### Ourproject.org
ourproject.org es un servicio libre para colaboraciones en Proyectos Libres (de cualquier temática) que ofrece fácil acceso a proyectos, listas de correo, tablón y foros de mensajes, organizador de tareas, alojamiento de webs, archivo permanente de ficheros, copias de seguridad continuas, y una administración total basada en una interfaz Web, con la condición de que los resultados de los proyectos queden libremente expuestos en esta misma herramienta mediante Creative Commons (o cualquier otra licencia libre), y al alcance de cualquier persona que los necesite. Activo desde 2002, hoy en día es sede de 1138 proyectos y sus servicios reciben 500.000 visitas mensuales.

### Kune
Kune es una plataforma software de red social federada orientada al trabajo colaborativo, centrándose en los grupos de trabajo y no en los individuos. Su objetivo es permitir la creación de espacios de trabajo colaborativo en línea, donde las organizaciones y los individuos puedan construir sus proyectos, coordinar agendas comunes, establecer reuniones virtuales y afiliarse a organizaciones con intereses similares. Kune está desarrollado en GWT en la parte de cliente, integrando con Apeche Wave (anteriormente Wave-In-A-Box) y usando principalmente protocolos abiertos como XMPP y el Wave Federation Protocol. El código, en desarrollo desde 2007, está licenciado bajo Affero GPL y el diseño bajo Creative Commons BY-SA. La versión Beta de Kune fue liberada y puesta en producción en abril del 2012.

### Move Commons
Move Commons es una herramienta web para que iniciativas, colectivos y organizaciones no gubernamentales puedan formular y visibilizar los principios básicos en los que se basan. La idea detrás de MC sigue la misma mecánica de etiquetados de Creative Commons para obras culturales, proporcionando un sistema de etiquetado fácil de usar  para cada iniciativa, con cuatro iconos significativos, y algunas palabras clave. Su objetivo es aumentar la visibilidad y la difusión de este tipo de iniciativas y la creación de una red entre las iniciativas / colectivos relacionados, permitiendo su mutuo descubrimiento. Además, los recién llegados podrían fácilmente entender el enfoque colectivo en su página web, o descubrir los colectivos que coinciden con su campo / ubicación / intereses según una la búsqueda semántica. Se ha presentado en diversos foros. Actualmente se encuentra en versión beta, pero ya hay algunas organizaciones que utilizan sus etiquetas de MC.

### Otros proyectos
Comunes también tiene otros proyectos como Alerta  (sistema de alertas impulsado por la comunidad), Plantaré (moneda de la comunidad para el intercambio de semillas) y otros.